# St Just, Penwith

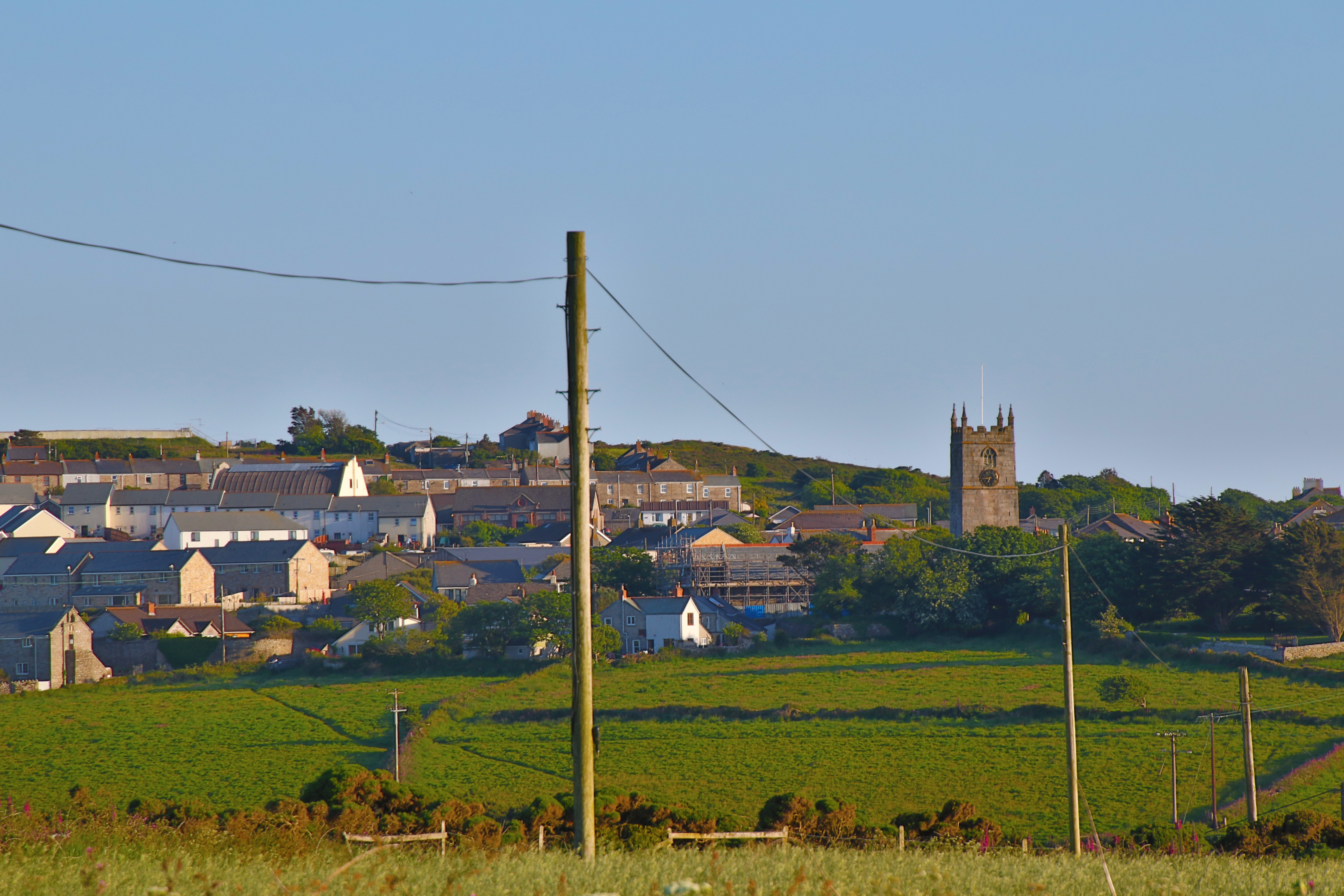
St Just Cornwall

St Just (cornică: Lannust) este o localitate în Anglia, aflată în sud-vestul peninsulei Cornwall.

## Galerie

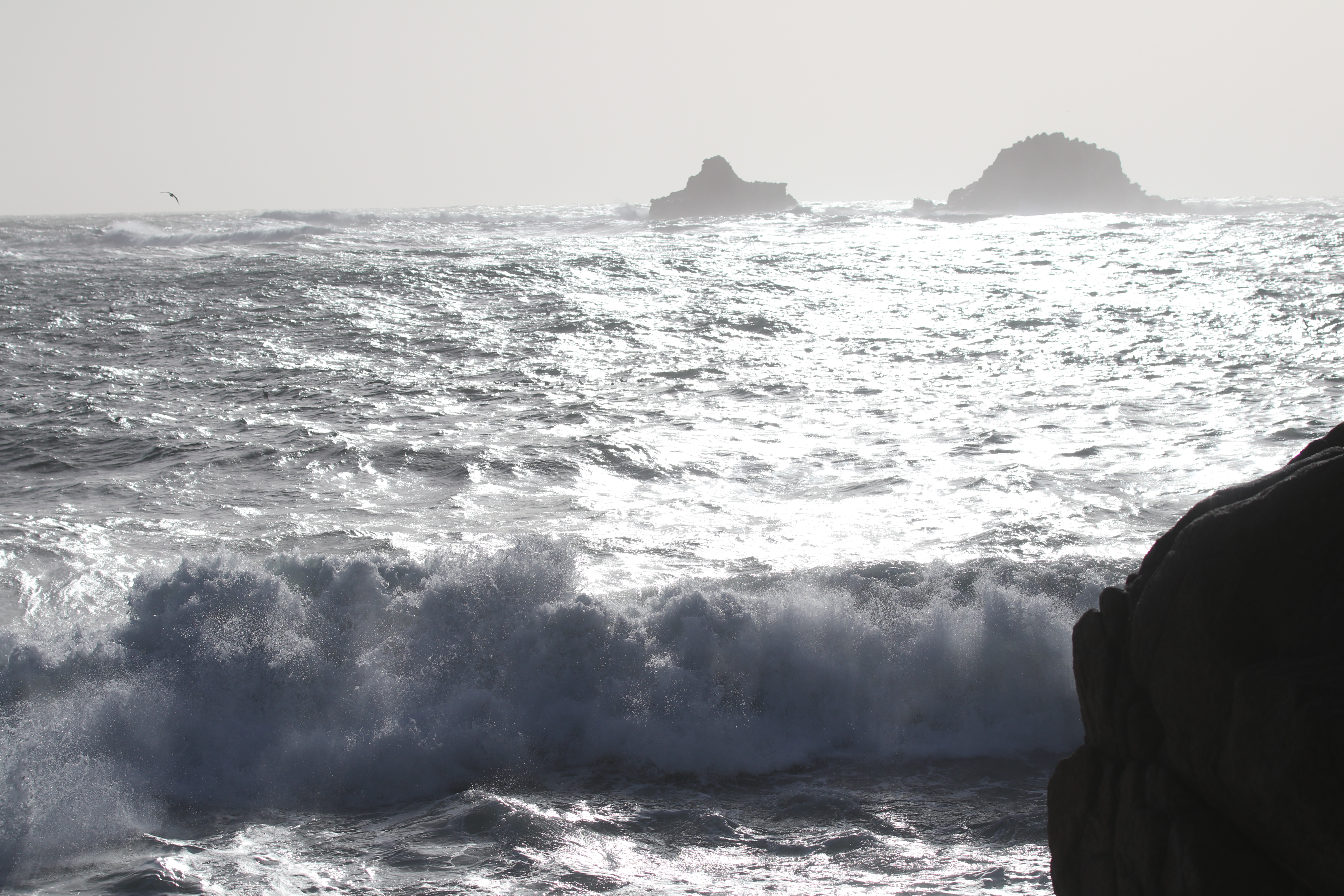
The Brisons in storm St Just Cornwall
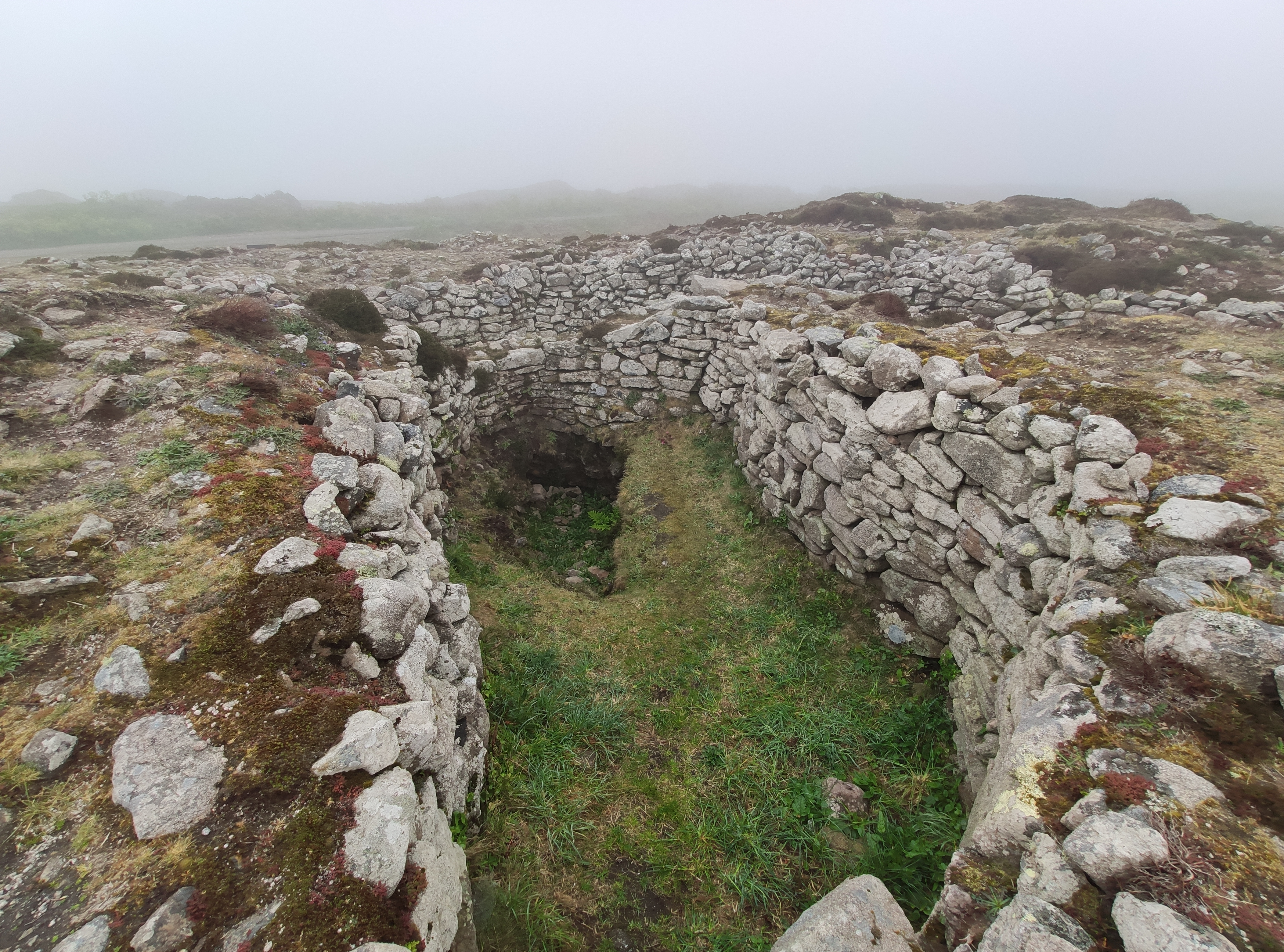
Bollowal Barrow St Just Cornwall
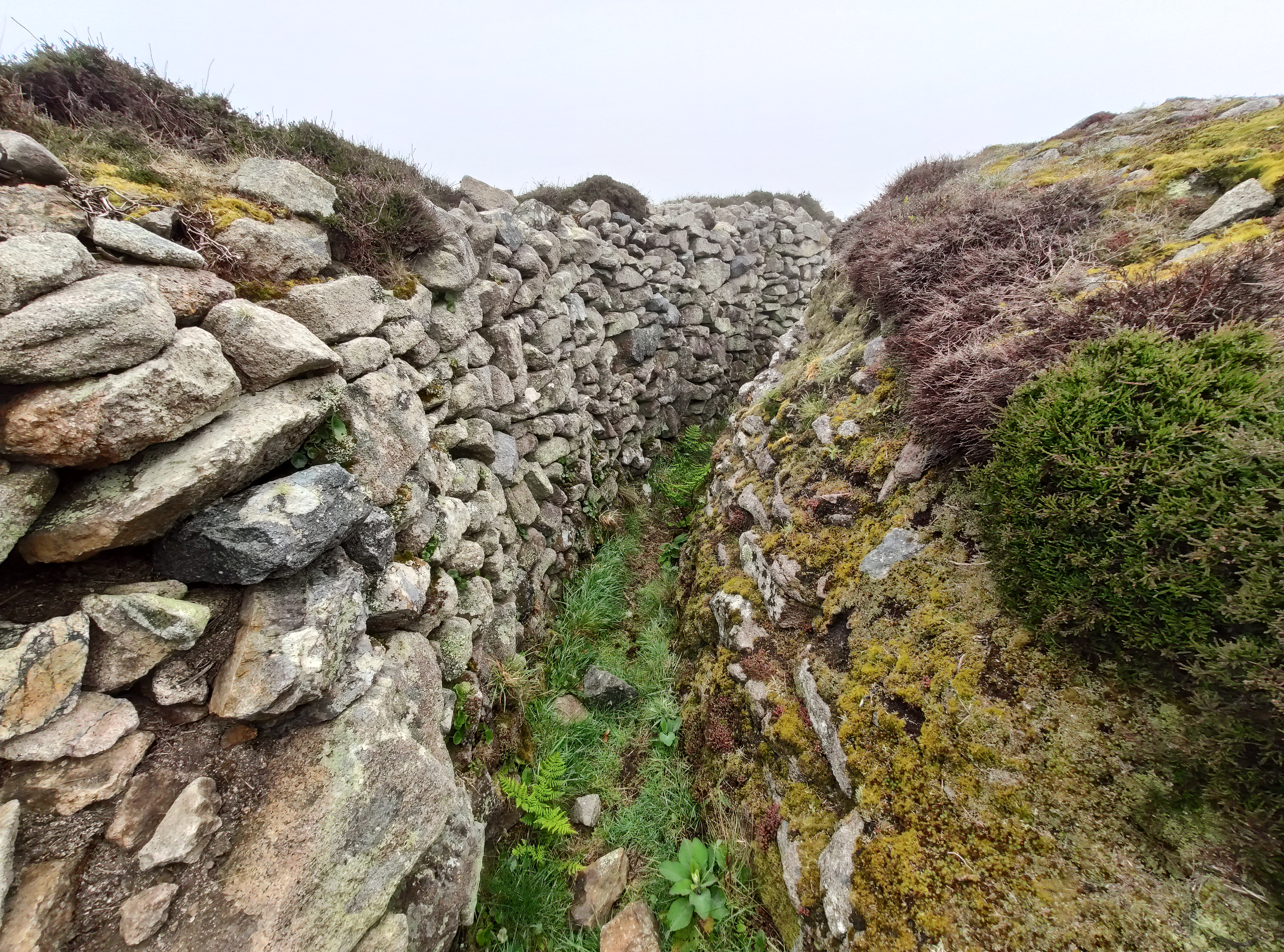
Rocks Bollowal Barrow St Just Cornwall
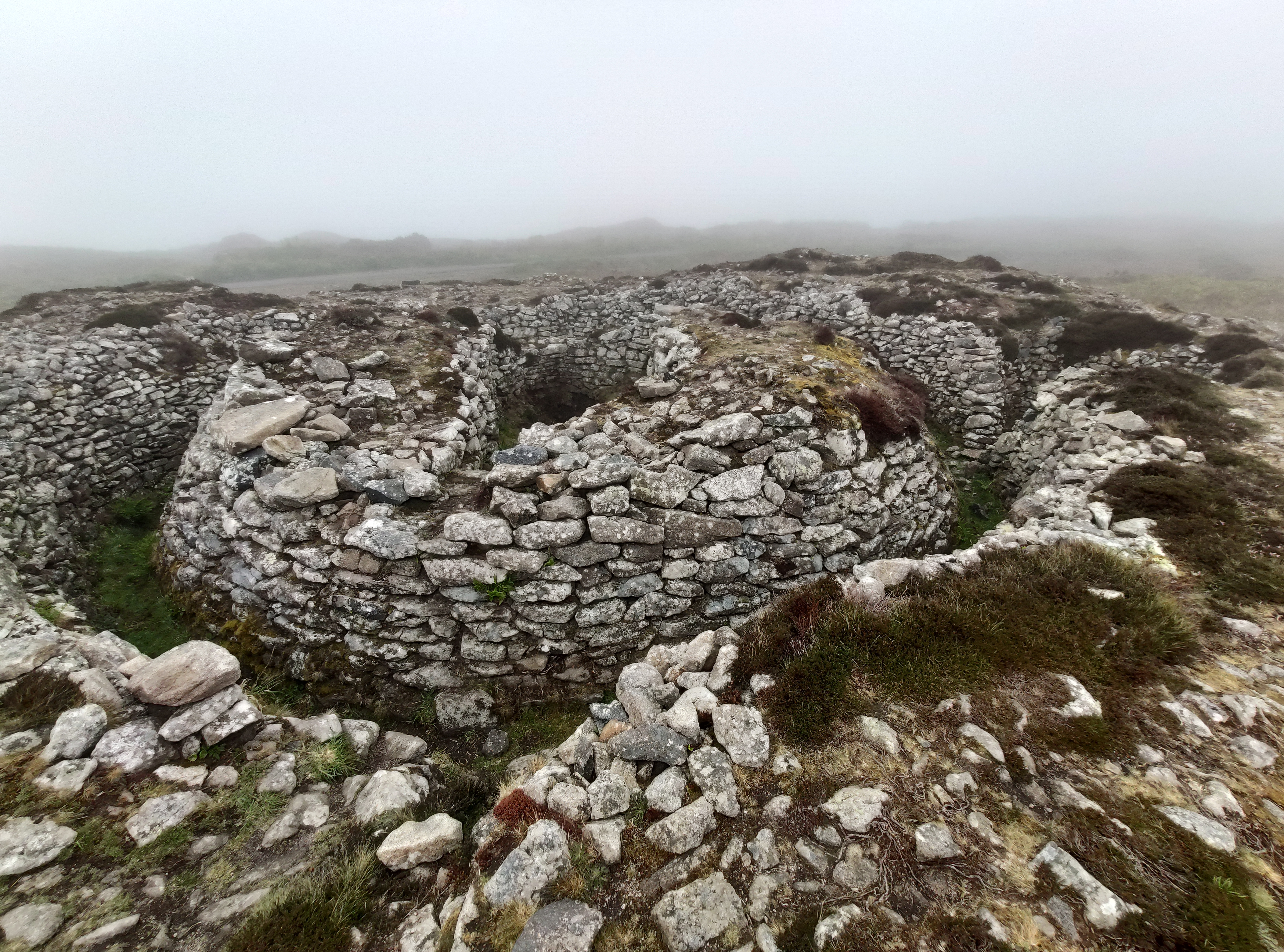
Formație frumoasă Bollowal Barrow St Just Cornwall